# Regillio Simons
Regillio Simons (Ámsterdam, Países Bajos, 28 de junio de 1973) es un exfutbolista neerlandés que se desempeñaba como delantero. Jugó para clubes como el SC Telstar Velsen, Fortuna Sittard, NAC Breda, Willem II Tilburgo, Kyoto Purple Sanga, ADO La Haya y FC Oss. Es el padre del también futbolista Xavi Simons.

## Trayectoria

### Clubes
| Club               | País         | Año         |
| ------------------ | ------------ | ----------- |
| SC Telstar Velsen  | Países Bajos | 1993 - 1995 |
| Fortuna Sittard    | Países Bajos | 1995 - 1999 |
| NAC Breda          | Países Bajos | 1999 - 2001 |
| Fortuna Sittard    | Países Bajos | 2002        |
| Willem II Tilburgo | Países Bajos | 2002 - 2003 |
| Kyoto Purple Sanga | Japón        | 2003        |
| ADO La Haya        | Países Bajos | 2004        |
| FC Oss             | Países Bajos | 2004 - 2005 |